# Casas en el mar
Casas en el mar o Casas junto al mar (Maisons au bord de la mer) es un pastel del pintor francés Edgar Degas, realizado en 1869 y conservado en el Museo de Orsay de París.
A pesar de la declarada predilección por los jockeys y las bailarinas, Degas también incursionó con  entusiasmo en el paisaje, llegando a resultados de gran fascinación, como en este Casas junto al mar, donde el artista representa el paisaje de Étretat, ciudad donde se quedó para visitar a su amigo Manet, residente en Boulogne. La obra, presente en el Louvre desde 1959, pasó a su ubicación actual en 1986, año en que fue transferida al museo de Orsay, donde está expuesta con el número de inventario RF 31201.
Casas junto el mar declara abiertamente la influencia de la técnica gráfico-mnemónica de Jean-Auguste-Dominique Ingres, maestro neoclásico siempre venerado por Degas en su juventud. Como han observado diversos críticos, de hecho, el paisaje descrito en Casas junto al mar parece casi abstraerse de la realidad, como si se materializara a través la niebla de los recuerdos. Esto tiene particularmente sentido a la luz de las enseñanzas que Ingres dio al joven Degas, al cual sugirió estudiar profundamente la naturaleza y los antiguos maestros, para luego dibujar lo observado después de un tiempo en el estudio, sin el modelo delante.